# Novák Erik
Novák Erik (Budapest, 1968. –) magyar festőművész, filmrendező, filmproducer, színész, operatőr.

## Életpályája
A hazai gengszterfilmek "koronázatlan királyaként" emlegetik. Édesapja zenész, amatőr filmes volt, amely filmekben gyerekkorában többször is statisztált. Gyerekkorában szerepelt Xantus János vizsgafilmjében és egyéb filmekben gyerekszínészként.

## Magánélete
Első felesége Pelsőczy Réka (1973–) színművész volt. Egy gyermekük született: Novák Kristóf Dániel. Második felsége Bozsik Yvette (1968–) koreográfus, táncművész volt. Második fia: Novák Milán lett.

## Filmjei
- Egill (1998)
- Love Fiction (2003)
- Nyócker! (2004)
- Herminamező - Szellemjárás (2006)
- Zuhanórepülés (2007)
- Nyócker 8D (2012)
- Fekete leves (2014)
- Víkend (2015)
- Szeretlek, mint állat! (2018)
- Napszállta (2018)

## Könyvei
- Betyár (2017)
- Rómeó és Júlia 2. - Avagy a Gyönyörök Palotája (2023)

## Díjai
- Roboz Alapítvány Díja (1987)[2]